# Kai Scheve
Kai Scheve (* 11. Februar 1966 in Erlabrunn, Bezirk Karl-Marx-Stadt, DDR) ist ein deutscher Schauspieler.

## Leben
Kai Scheve wurde im Erzgebirge geboren und wuchs seit 1968 in Leipzig auf. Während seiner Ausbildung zum Maschinen- und Anlagenmonteur mit Abitur begann er parallel eine Chorsängerausbildung (Tenor) am Landestheater Altenburg. Sein Schauspielstudium begann er zunächst in Leipzig. Im September 1989 flüchtete Scheve mit Freunden über Ungarn in den Westen. Er studierte dann ab 1990 an der Hochschule für Musik und Darstellende Kunst in Frankfurt (Main). Es folgten verschiedene Engagements am Theater u. a. in Mainz, Düsseldorf und Zürich. Seit der Verfilmung der Jahrestage von Uwe Johnson im Jahr 1999 unter der Regie von Margarethe von Trotta arbeitete er zunehmend für Film und Fernsehen.
Kai Scheve lebt mit seiner Frau und seinen beiden Kindern in Berlin. Er ist Schirmherr des Hospiz Erlabrunn.

## Theater (Auswahl)
- 1996–1998: Schauspielhaus Düsseldorf
  - Tolles Geld
  - Salome (Regie: Einar Schleef)
  - Wie es euch gefällt
- 2001–2004: Schauspielhaus Zürich
  - Die Nacht singt ihre Lieder
- 2002: TaT im Bockenheimer Depot
  - Der Kaufmann von Venedig
- Deutsches Schauspielhaus Hamburg
  - Maß für Maß
- 2004: Sophiensaele Berlin
  - Rebecca (von Daphne du Maurier)
  - 231 East 47th Street[3]
- 2005: Hebbel am Ufer (HUA) Berlin
  - X Wohnungen
- 2017: Ernst-Deutsch-Theater
  - Szenen einer Ehe

## Filmografie (Auswahl)

### Kino
- 1995: Küss mich
- 1999: Marlene
- 2019: Idioten der Familie

### Fernsehen
- 1998: Madonna ist Löwe (Kurzfilm)[4]
- 1999: Die Liebesdienerin
- 1999: No Sex
- 1999: Himmel und Erde
- 2000: Jahrestage (Fernsehvierteiler)
- 2000: Tatort: Das letzte Rodeo (Fernsehreihe)
- 2000: Meine Tochter darf es nie erfahren
- 2001: Liebesschuld
- 2001: Herzstolpern
- 2002: Ein Dorf sucht seinen Mörder
- 2002: Der Ermittler (Fernsehserie, Folge Schöner Tod)
- 2002: Der Mann mit den grünen Augen
- 2003: Der Seerosenteich (Fernsehzweiteiler)
- 2003: Die Pfefferkörner (Fernsehserie, Folge Weißes Gold)
- 2004–2007: girl friends – Freundschaft mit Herz (Fernsehserie, 22 Folgen)
- 2004, 2006: Der letzte Zeuge (Fernsehserie, verschiedene Rollen, 2 Folgen)
- 2004: Familie Dr. Kleist (Fernsehserie, Folge Umwege der Liebe)
- 2005: Inga Lindström: Inselsommer (Fernsehreihe)
- 2005: Mit Herz und Handschellen (Fernsehserie, Folge Bombenstimmung)
- 2005, 2009: SOKO Kitzbühel (Fernsehserie, verschiedene Rollen, 2 Folgen)
- 2006–2017: Spreewaldkrimi Reihe → siehe Besetzung
- 2007: Wie küsst man einen Millionär
- 2007: Polizeiruf 110: Gefährliches Vertrauen (Fernsehreihe)
- 2007: Freie Fahrt ins Glück
- 2007: Küstenwache (Fernsehserie, Folge Mörderische Erbschaft)
- 2008: Im Namen des Gesetzes (Fernsehserie, Folge Dunkle Ahnung)
- 2008: Stubbe – Von Fall zu Fall: Dritte Liebe (Fernsehreihe)
- 2008–2009: Taco und Kaninchen (Fernsehserie, 2 Folgen)
- 2009–2017: SOKO Leipzig (Fernsehserie, verschiedene Rollen, 3 Folgen)
- 2008: Notruf Hafenkante (Fernsehserie, Folge Herzenssache)
- 2009, 2016: SOKO Köln (Fernsehserie, verschiedene Rollen, 2 Folgen)
- 2008: Kreuzfahrt ins Glück – Hochzeitsreise nach Chile (Fernsehreihe)
- 2009: Ein starkes Team – La Paloma (Fernsehreihe)
- 2009: SOKO Donau (Fernsehserie, Folge Bruderliebe)
- 2009: SOKO Stuttgart (Fernsehserie, Folge Die kleine Zeugin)
- 2010: Der letzte Patriarch
- 2010: Sechs Tage Angst
- 2010: Unsere Farm in Irland – Liebeskarussell (Fernsehreihe)
- 2010: Ein Fall für Zwei (Fernsehserie, Folge Täter und Opfer)
- 2011: Polizeiruf 110: Feindbild
- 2011: Liebeskuss am Bosporus
- 2011: Ein Sommer in Paris
- 2011: Countdown – Die Jagd beginnt (Fernsehserie, Folge Vergeltung)
- 2011: Der Alte (Fernsehserie, Folge Kaltes Grab)
- 2011: Rosa Roth – Notwehr (Fernsehreihe)
- 2012: Wilsberg: Aus Mangel an Beweisen (Fernsehreihe)
- 2012: Polizeiruf 110: Raubvögel
- 2012: Liebe am Fjord – Abschied von Hannah (Fernsehreihe)
- 2012: Tatort: Tödliche Häppchen
- 2012–2024: Morden im Norden (Fernsehserie, verschiedene Rollen, 3 Folgen)
- 2012: SOKO Wismar (Fernsehserie, Folge Außenborder)
- 2012: Der Staatsanwalt (Fernsehserie, Folge Die Toten im Weinberg)
- 2013–2014: Alarm für Cobra 11 (Fernsehserie, 3 Folgen)
- 2014: Heiter bis tödlich: Hauptstadtrevier (Fernsehserie, Folge Schönheit hat ihren Preis)
- 2014: Rosamunde Pilcher: Vertrauen ist gut, verlieben ist besser
- 2014: Sprung ins Leben
- 2014: SOKO München (Fernsehserie, Folge Betrogen)
- 2014–2018: Der Taunuskrimi (Fernsehreihe) → siehe Besetzung
- 2015: Nacht der Angst
- 2015: Tod auf der Insel
- 2015–2016: Tiere bis unters Dach (Fernsehserie, 4 Folgen)
- 2016: Das Programm
- 2016: Der Bergdoktor – Ein letztes Lied (Fernsehreihe)
- 2016: Der Zürich-Krimi: Borcherts Abrechnung (Fernsehreihe)
- 2017: In aller Freundschaft (Fernsehserie, Folge Der Zweck heiligt die Mittel?)
- 2017: Die Bergretter – Entzug (Fernsehreihe)
- 2018: Tatort: Tiere der Großstadt
- 2018: Getrieben
- 2018: Lifelines (Fernsehserie, Folge Sex mit dem Ex)
- 2018: Ein starkes Team: Erntedank
- 2018: Heldt (Fernsehserie, Folge Hurra, vier leben noch)
- 2019: Die Diplomatin – Böses Spiel (Fernsehreihe)
- 2019: Jenny – echt gerecht (Fernsehserie, Folge Das tote Mädchen)
- seit 2020: Erzgebirgskrimi (Fernsehreihe) → siehe Besetzung
- 2020: Tatort: Funkstille
- 2022: Der Überfall (Miniserie)
- 2024: Im Netz der Gier (Fernsehfilm)

## Hörspiele
- 2014: Ingo Schulze: Das „Deutschlandgerät“ – Regie: Stefan Kanis (Hörspiel – MDR)